# 翼平面形

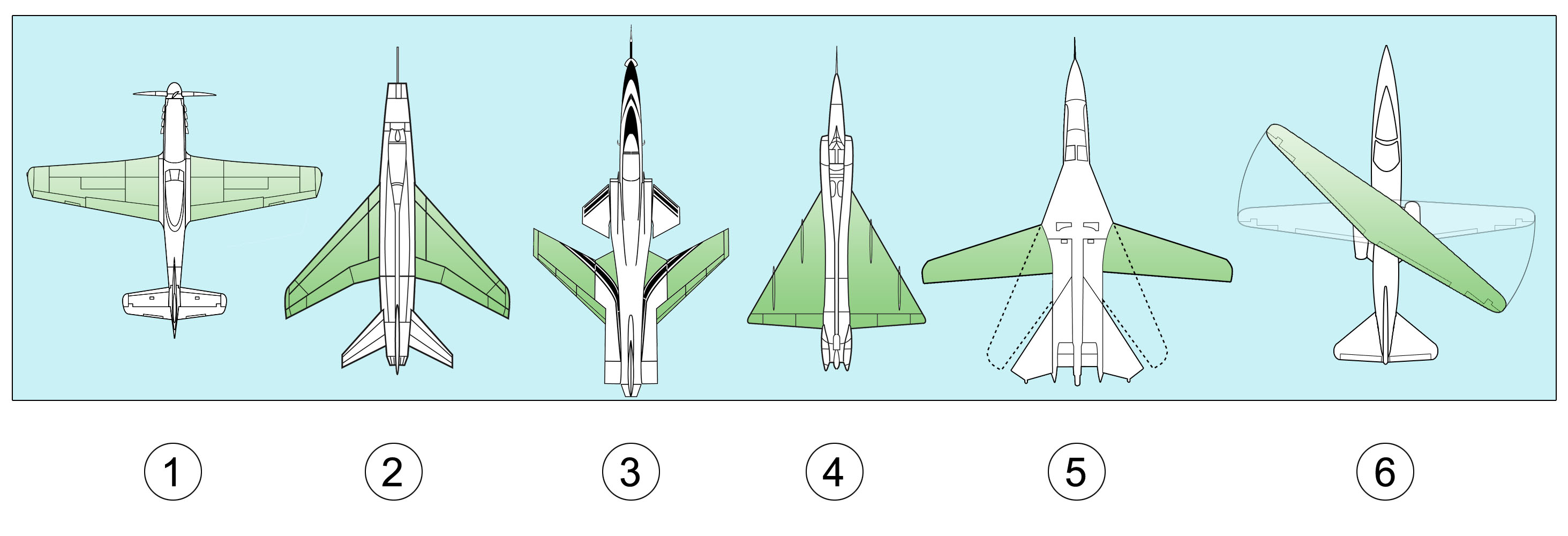
航空機の主翼の形状（薄緑の部分）
左から
1-テーパー翼（P-51）
2-後退翼（F-100）
3-前進翼（X-29）
4-デルタ翼（F-102）
5-可変翼（F-111）
6-斜め翼（AD-1）

翼平面形（よくへいめんけい）とは、翼を真上から見た形状のこと。翼に言及していることが明らかな文脈では単に平面形ともいう。この項では、主に航空機の翼平面形について解説する。

## 代表的な主翼平面形

### 矩形翼

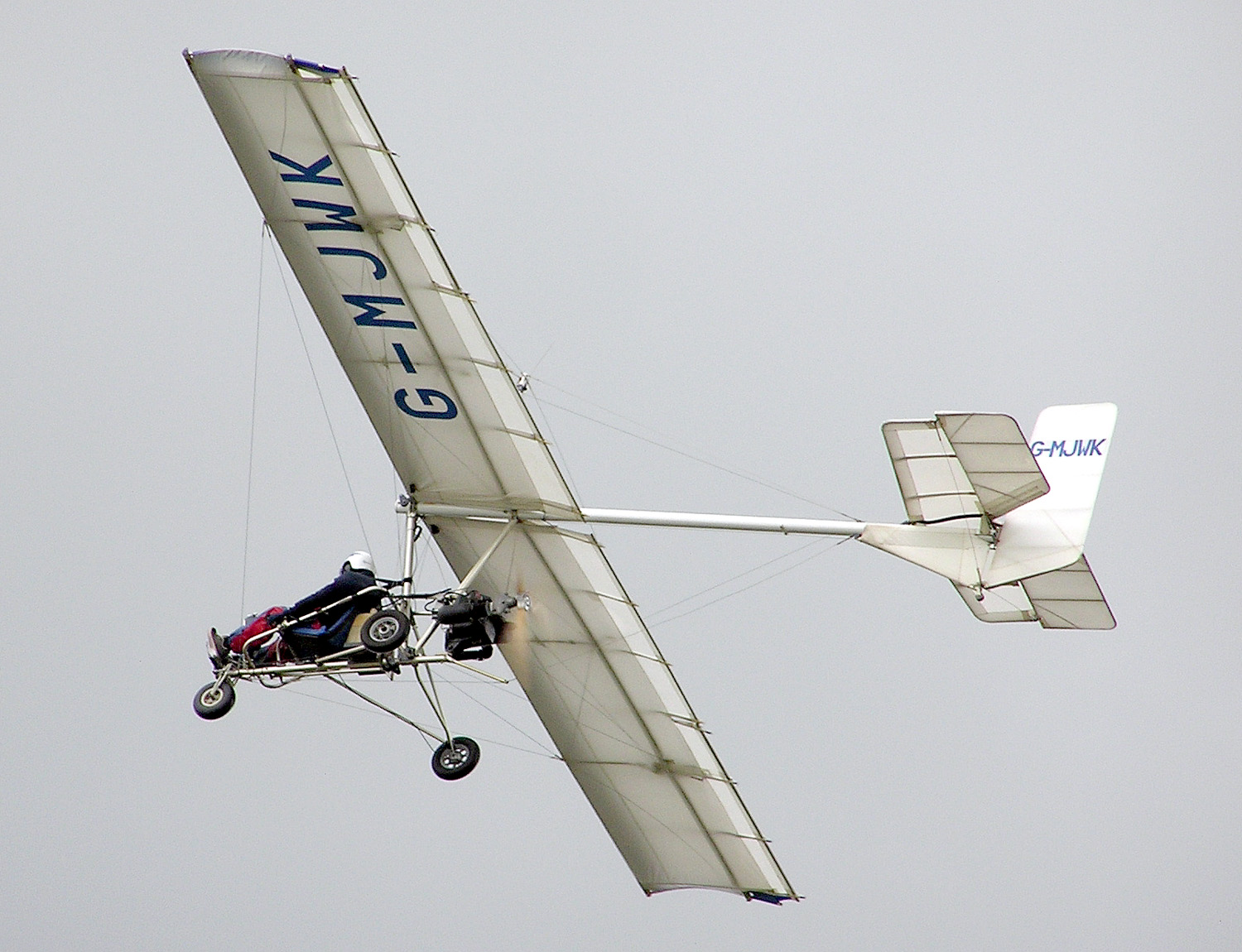
矩形翼のウルトラライトプレーン。

平面形が単純な長方形である翼。第一次世界大戦ごろまでの複葉機に多かった。現代では、構造が簡単で製造しやすいことから、廉価な小型機にしばしば適用される。翼を取り外して収納・輸送するにも便が良い。矩形翼は、失速状態付近において翼付け根に近いところから翼上面の流れが剥離し始める傾向がある。これにより、翼端付近に設けられているエルロン上の気流は翼全体が失速するまで剥離せず、最後まで操縦が可能となるので利点といえる。

一方、欠点としては同質量の楕円翼やテーパー翼（後述）に比べ揚抗比が悪いことや、同一翼面積のテーパー翼に比べて翼根にかかるモーメントが大きく補強に余分な質量が必要となることなどが挙げられる。

### 楕円翼

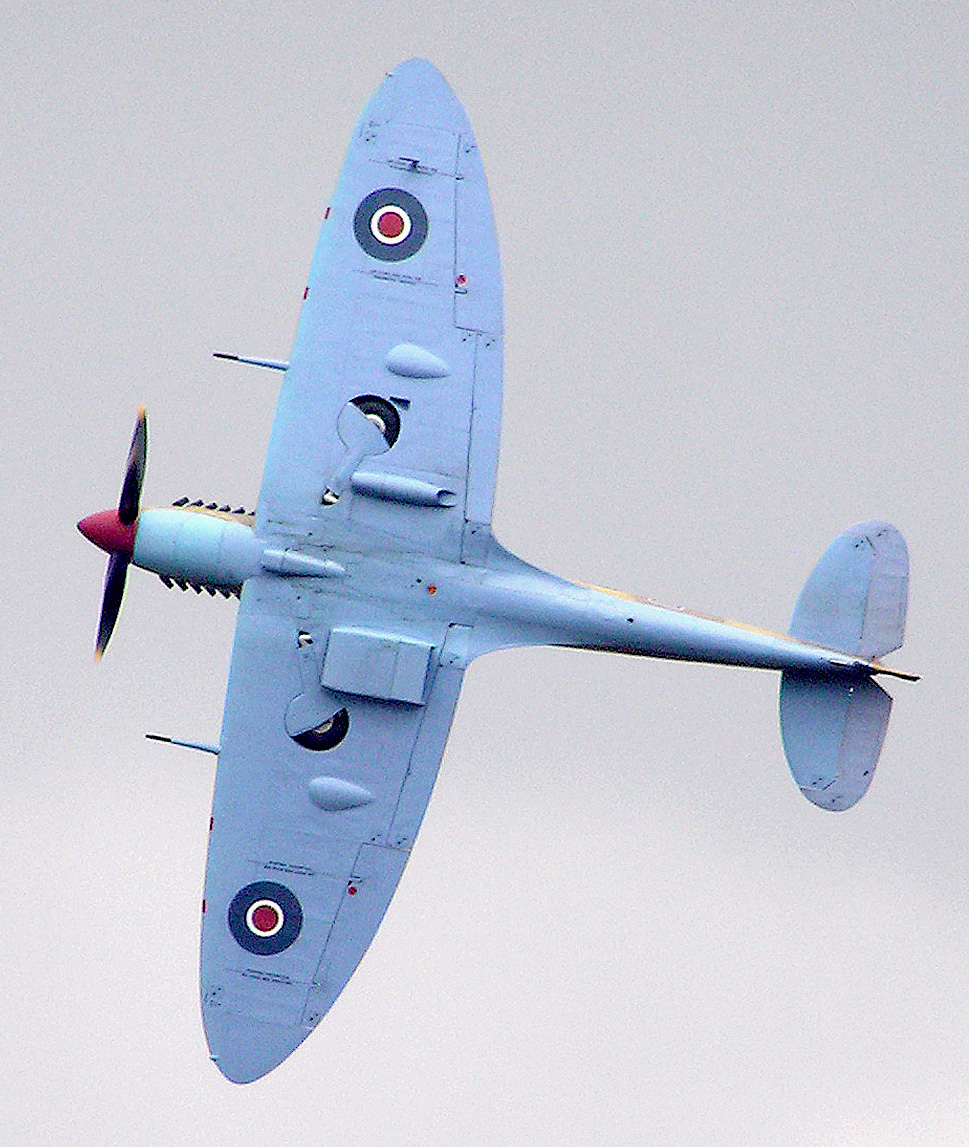
楕円翼の平面形を見せるスピットファイア。

翼弦長の翼幅に対する変化が楕円曲線に従うような平面形。厳密な楕円形である必要は無い。翼端で発生する翼端渦に起因する誘導抵抗は、理論的には楕円翼において最小になるため、かつては楕円翼が採用されることがあった。楕円翼のこの効果は、適切な比率に設計されたテーパー翼（後述）で大差無く実現可能とされている。曲線形状の翼は生産性に劣ったりコストが増大したりするため、現在では楕円翼はほとんど採用されない。

楕円翼は戦間期の航空機に多くみられ、スーパーマリンのシュナイダー・トロフィー・レース機やハインケルの高速機などで使われている。この延長上に スピットファイアやHe 111、ハインケルと技術提携していた愛知航空機の九九式艦上爆撃機などの第二次世界大戦期の楕円翼採用機がある。

### テーパー翼・逆テーパー翼

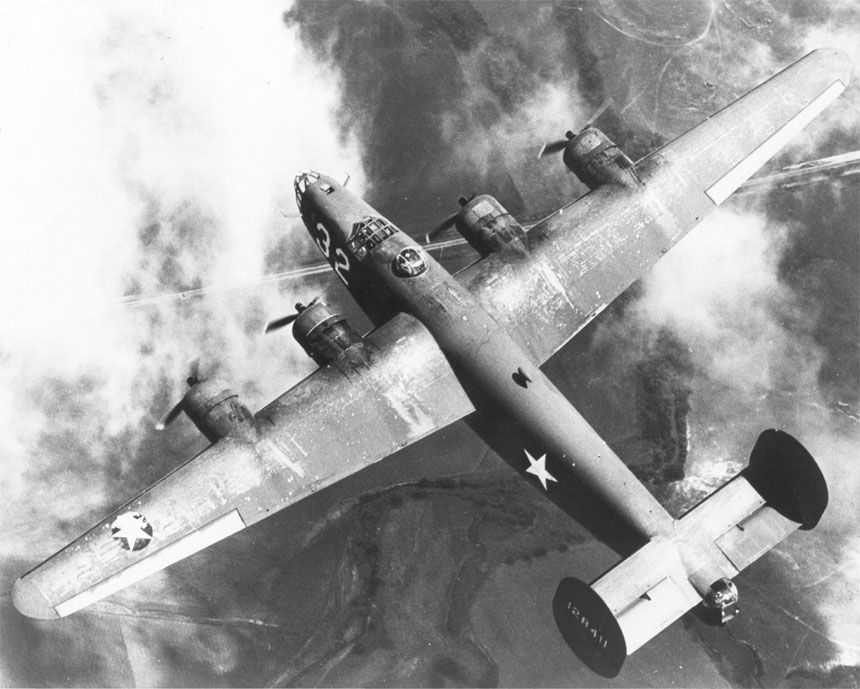
B-24の主翼はテーパー翼。

翼端に行くに従い翼弦長が線形に変化（一般には減少）する翼平面形状をテーパー翼と呼び、直線先細翼とも呼ばれる。反対に、翼端の翼弦長が大きくなる翼は、逆テーパー翼と呼ばれる。
テーパー翼は、構造重量、構造強度、揚力分布、製造効率の観点から、楕円翼に代替する翼平面形状として広く適用されている。失速状態に近付くと、翼端から流れが剥離する特性がある。揚力に起因する翼付け根に掛かるモーメントを減少させるのに都合が良く、たとえば、海鳥の平面形は楕円翼ではなくテーパー翼となっている。

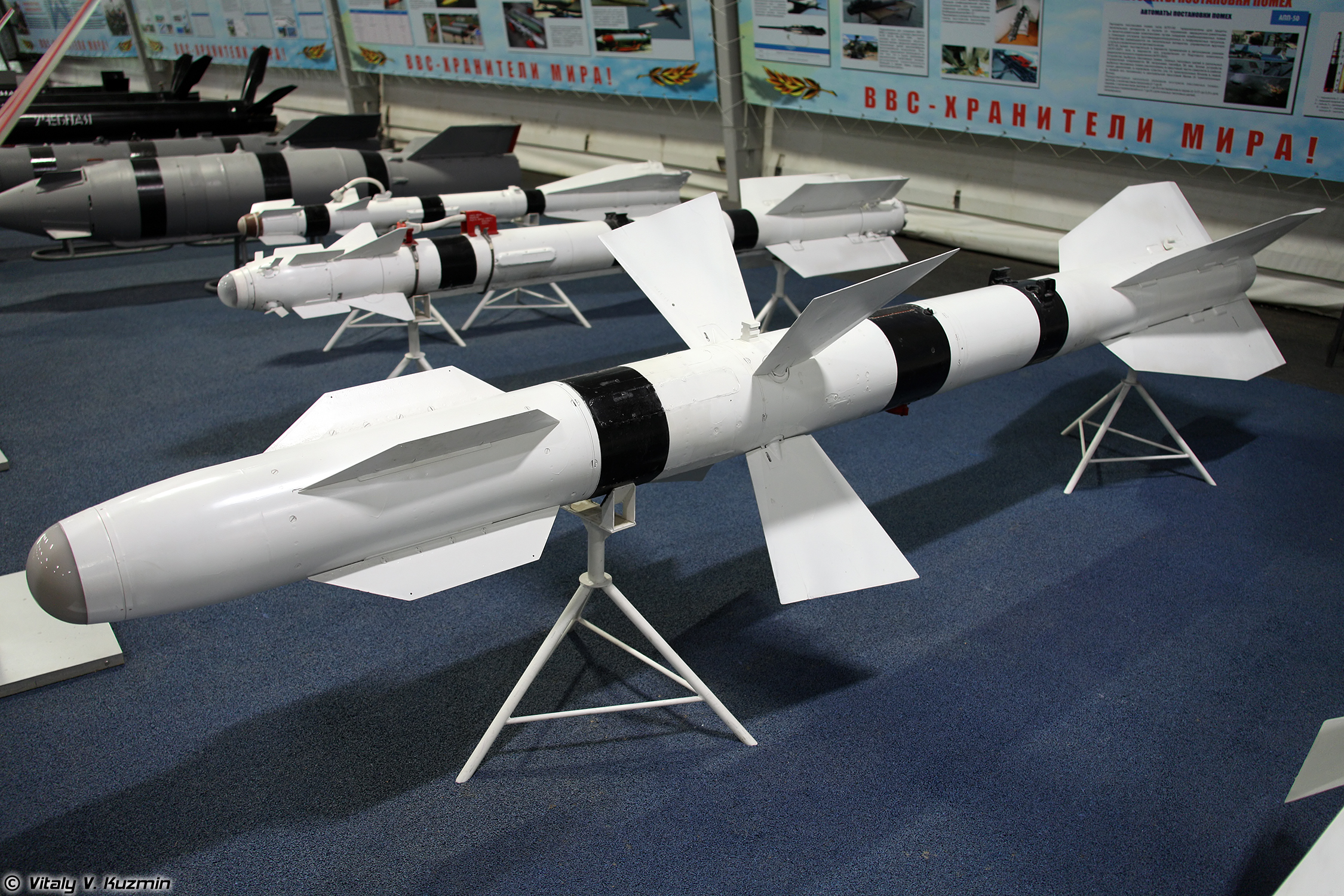
R-27は逆テーパー翼。

逆テーパー翼は、採用例が少なく、後退翼の低速度域での翼端失速に対応するため、アメリカで試作戦闘機XF-91が製造されたほかは、ソ連（現ロシア）のR-27ミサイルの可動翼に使用されている。

矩形翼（テーパー無し）
テーパー翼
逆テーパー翼
複合テーパー翼
内翼はテーパー無し、 外翼はテーパー有り

### デルタ翼

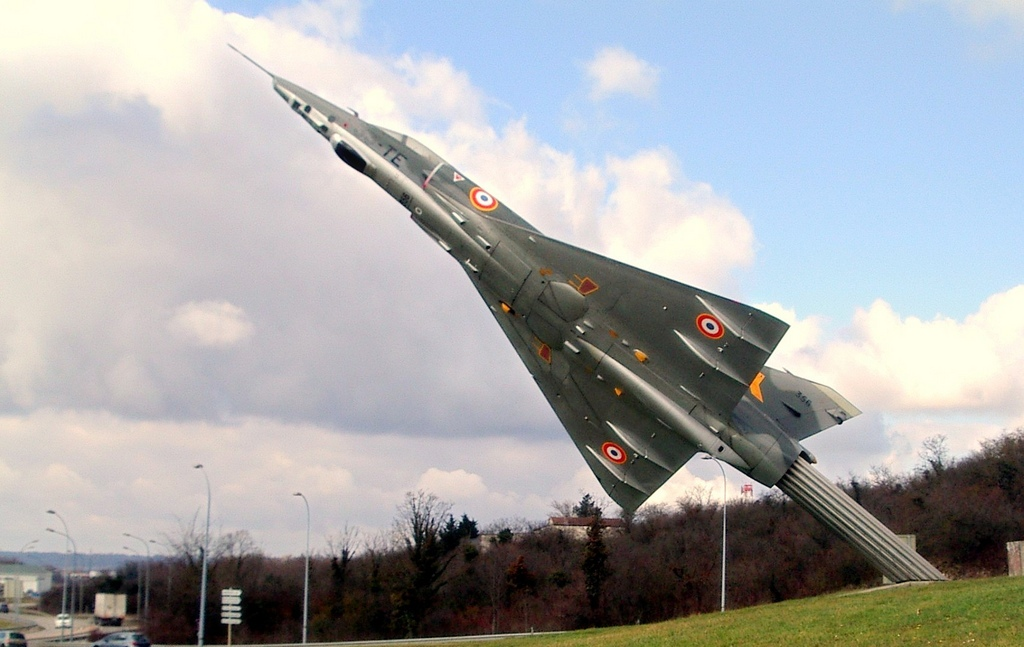
無尾翼デルタ翼の例、ミラージュIII。

ギリシャ文字のΔ（デルタ）と似た平面型を持つ翼をデルタ翼（三角翼）と呼ぶ。低アスペクト比（高翼幅荷重）で、低速巡航時は低揚抗比となりやすいが、後退翼と比べて風圧中心の移動が少ない。後退翼は機体の胴体側の結合部分の翼付根がねじられる短所があり構造的に不利であるが、デルタ翼は翼厚に対して翼弦長が長く、胴体側の結合部分の翼付根はもっとも長い翼弦長の部分で結合されるため構造的に有利である。前縁後退角を大きくすることにより、後退翼よりも衝撃波の発生を遅らせることができるので、さらに速い飛行が可能である。翼面積を大きく取れる事から翼面荷重を小さく出来る。結果として加性・高域での運性に優れた特性を持ち、一般には高亜音速から超音飛行に向くとされる。

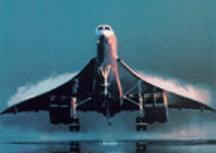
デルタ翼は翼端渦を使って翼上面の気流剥離を抑え、安定した大迎角飛行が可能な形状である

また主翼の前後幅が大きいため、無尾翼機形式に向いている（主翼の断面を横S字型に設計し後縁部分でマイナスの揚力を発生して水平尾翼の代替とする）。水平尾翼を廃すればそれによりさらに抗力も減少し、前述の高速飛行に向いているというデルタ翼の長所を高める事ができる。また、機体をコンパクトにまとめることが可能で、機体の推力重量比の向上が期待できる。その反面、無尾翼形式を採用すると主翼後縁にフラップを付加する事が困難である（無尾翼式のデルタ翼機では、主翼後縁にエレボンを配置することが一般的である）ため、前述の低速時の低揚抗比の問題とあわせて、離着陸性能が劣るという欠点がある。しかし失速迎え角を超えた大迎え角でも翼上面に大規模な渦（翼端渦）が発生しそれによって安定した飛行が可能であり、大きな抗力と引き替えに大揚力を得ることが可能である。この効果をさらに発展させて離着陸性能の改善を図ったのがダブルデルタ翼であり、その改良型が前翼を小型化したカナードを付加したエンテ型である。また、類似の効果はストレーキでも発揮できるため、これは通常尾翼型の航空機にも積極的に採用されている。
デルタ翼はダブルデルタ、クリップトデルタなどへと発展し、現代ではカナード（先尾翼）と組み合わせたクロースカップルドデルタとして欧州の最先端機(グリペン、ラファール、ユーロファイター タイフーンなど)に取り入れられている。

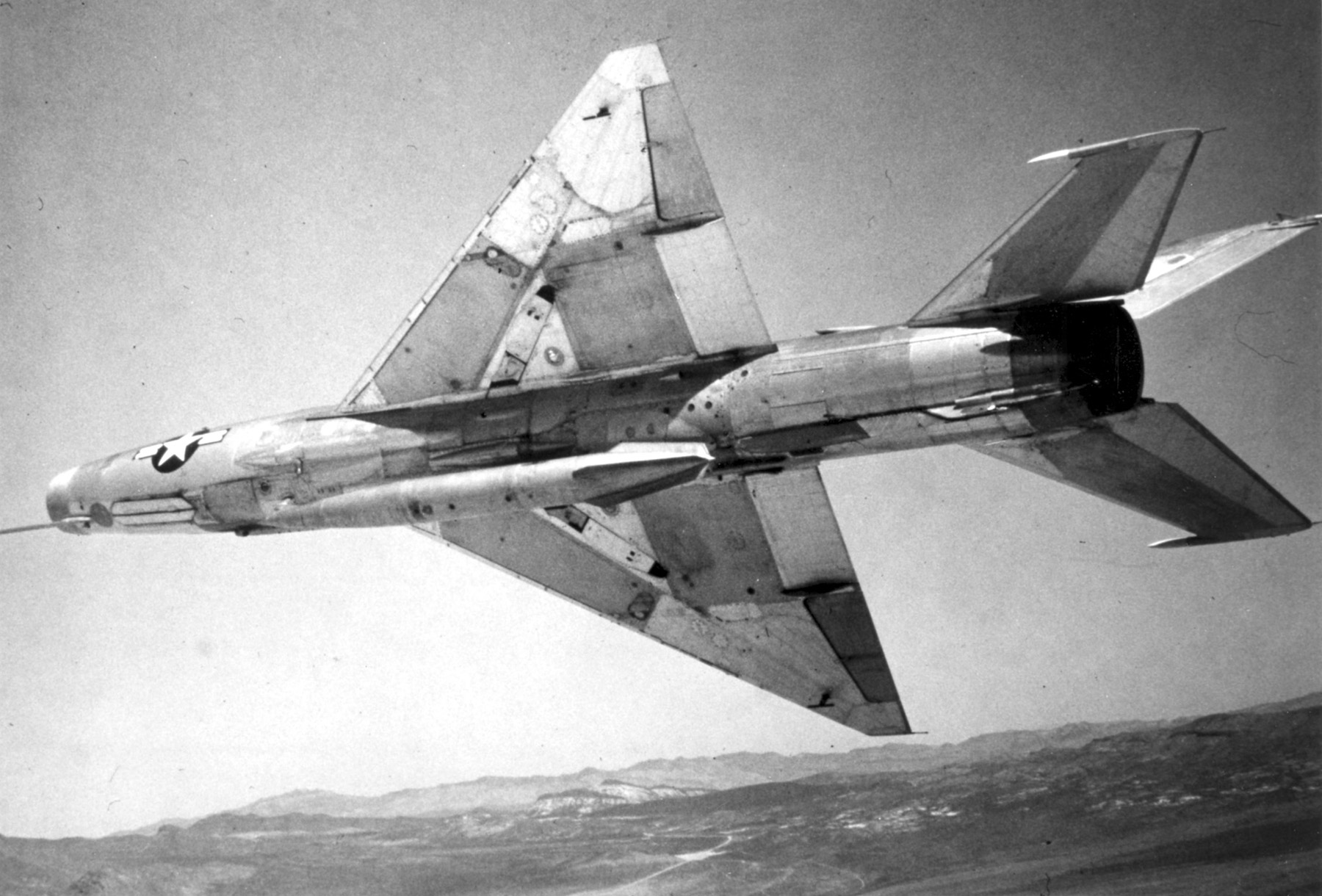
水平尾翼つきデルタ翼の例、MiG-21。

### ダブルデルタ翼

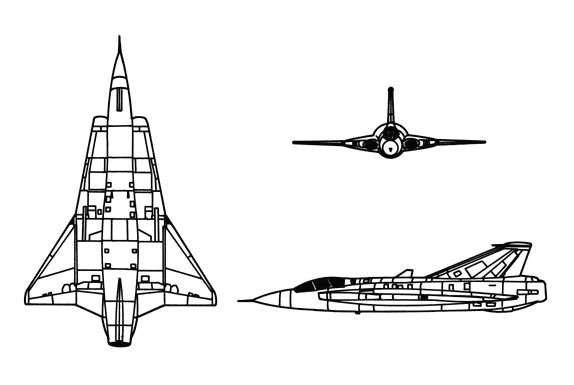
ドラケンの三面図

主翼の内側の前縁後退角度と、外側の前縁後退角度に差異があり、内側の前縁後退角を大きく、外側を小さくしたデルタ翼をダブルデルタ翼と呼ぶ。動作としてはLERXと全く同等であり、主翼付け根部分の前後方向の長さを大きく取ることで、大迎角時に渦を発生させる効果がある。この渦を用いて気流を誘導し、大迎角時における翼上面の圧力分布を整え気流の剥離を抑えるものである。スウェーデンの戦闘機 SAAB JA35 ドラケンが初めて実用化した。他にはスペースシャトルのオービタ（無尾翼ダブルデルタ）、Tu-144（カナード付きダブルデルタ）などの例がある。
ただしドラケンの後継機にあたるJA37 ビゲンやインド空軍の国産戦闘機（エンジンはアメリカのGE製）HAL テジャスのように、外側の前縁後退角度を大きくし、内側の前縁後退角を小さくしたものも、少ないながら存在する。一般的なダブルデルタ翼の場合と違ってLERXと同等の効果はなく、その形態の導入理由は様々である（ビゲンの場合は、比較的大型のカナードを装備するため、主翼とあまり重ならないように設計したためである）。
書籍によっては、大小二つの前縁後退角によって低速から高速まで幅広く対応するといった解説がなされているものがあるが、正確とは言えない。後述の後退翼の解説の通り、翼の前縁の後退角は臨界マッハ数を高めるためのものであり、後退角を変えたからといって低速から高速に幅広く対応できるというものではない。可変翼は後退角変化によって低速から高速に対応しているが、これは飛行マッハ数に対応すると共に低速時に翼幅荷重を小さくするためである。

### オージー翼／クランクト・アロー・デルタ翼

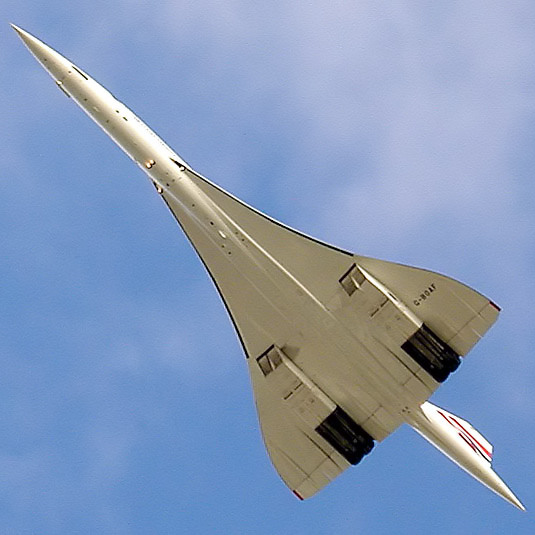
コンコルドのオージー翼。

前述のダブルデルタ翼の、後退角の変化を滑らかにしたものである。コンコルドはオージ翼と称して採用し、F-16XLはクランクト・アロー・デルタ翼と称しているが、基本的には同じものであり、効果的にもダブルデルタ翼・LERXと同等のものである。

### クリップトデルタ翼

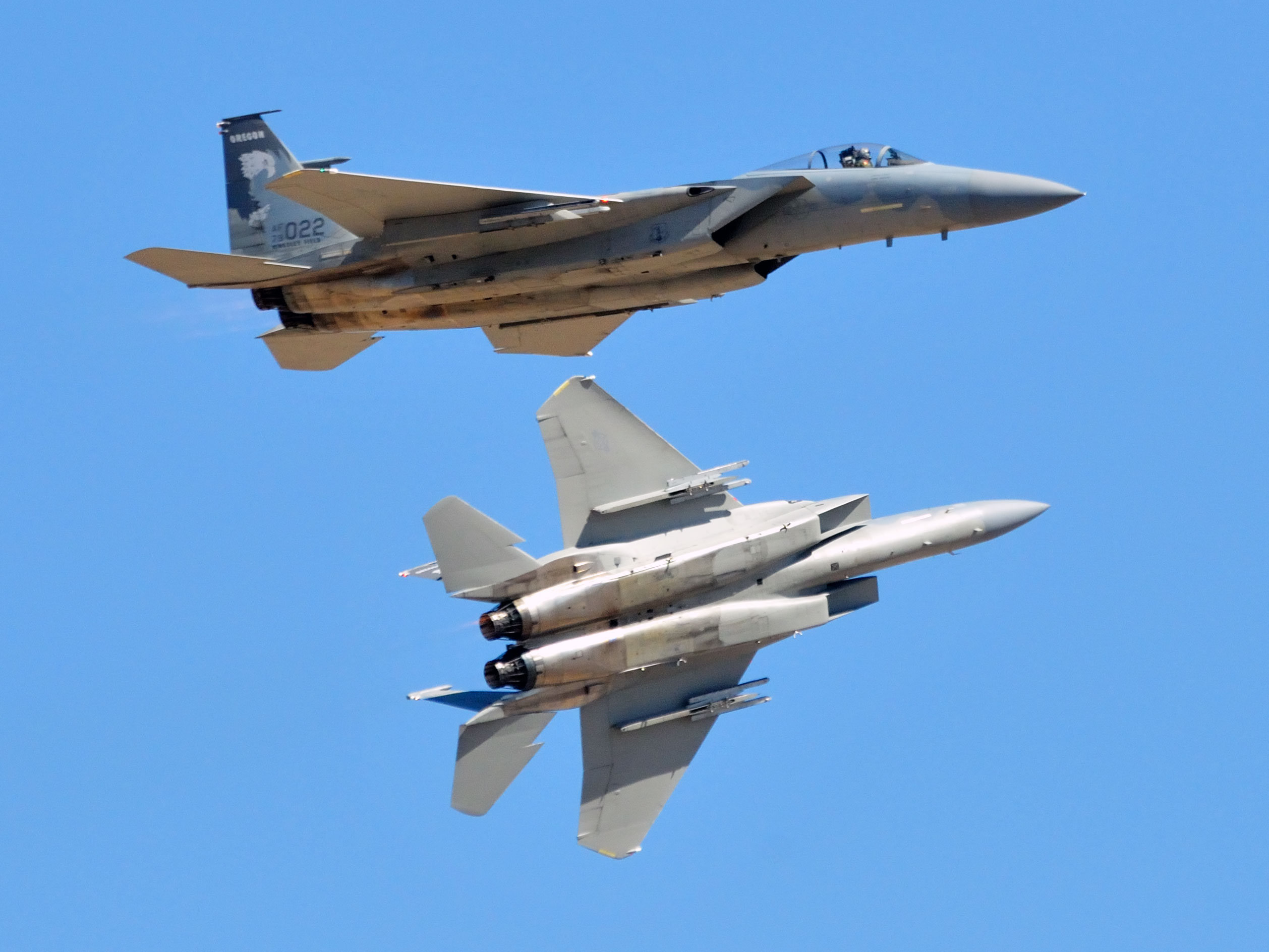
F-15のクリップトデルタ翼（尾翼つき形式）。

切り欠き三角翼、カットデルタ翼とも。デルタ翼の翼端を切り欠いた形である。デルタ翼においては翼端部分は揚力を生み出す効果が小さいため、言わば無駄になっている部分を切り捨てた形である。当然デルタ翼より、翼端にミサイル・増槽・電子戦装備等の搭載が容易になり、搭載・実装中は幾分かの翼端板効果が生ずる。
ただ、現実の航空機の設計としては、翼端部分を切り欠いて翼幅を小さくするのではなく、翼幅は同様で後退角を小さくした設計になる場合が多い。結果、通常のデルタ翼に比べて翼面積が大きく、また前後幅が小さな設計となる。

主翼の前後幅を大きく取らないため、無尾翼形式とする例は少なく、ほぼ尾翼付形式が採用される。言葉を変えれば、通常のデルタ翼よりも尾翼付形式に向いた形状である。

### クロースカップルドデルタ翼

タイフーンの図面

デルタ翼とカナードを組み合わせたもの。一般にカナード翼を持つ航空機の形式はエンテ型と呼ばれるが、クロースカップルドデルタ翼の特徴としては、カナードと主翼を近接させ、場合によっては一部が重なるように設計する事である。これによってLERXと同等の効果を得る事ができる。

また一般のエンテ型は主翼とカナードの双方の揚力で機体のバランスを保つが、クロースカップルドデルタ翼は（無尾翼機の場合と同様に）主翼自体によって機体のバランスを保つ。このためカナードは揚力を発生しない場合が多くもっぱら姿勢制御に用いられる他、サーブ 39 グリペンのようにカナードを地面に垂直に立てられるように設計し着陸時のエアブレーキとしても利用できるようにしたものもある。

## 後退角効果

### 後退翼

Il-76の図面

翼を左右にまっすぐ伸ばすのではなく、後退角を持たせることで、翼上面に超音速領域が生ずるマッハ数（臨界マッハ数）を高めることができる。後退角は翼弦長の25%をつなぐ線と機体の左右軸との後方のなす角度で定義される。
後退角をつけると、翼型に平行な方向を流れる空気の速さは、理論上、機体の速さに後退角の余弦を乗じた程度に減少させることができる。その分衝撃波の発生を遅らせることができ高亜音速-遷音速領域での抵抗減少や臨界マッハ数を上げることができる。ただし、実際の現象から経験則を導き出すと、翼型に平行な方向を流れる空気の速さは、機体の速さに後退角の余弦の平方根を乗じた程度となることが判っている。
また、直線翼に比して高速時の補助翼の逆効き（エルロンリバーサル）を緩和できること、臨界マッハ数付近での縦釣り合いの変化を緩和できる（操縦性の改善効果）。
安定性の面から見ると、後退角には上反角と同様の効果があり高速での方向安定性や横安定性が良い。ただし直線翼と同等の上反角を大きくすると復元性が強くなりすぎるため、それを防ぐために後退翼を使用する場合は上反角を小さくするか、場合によっては下反角をつける必要がある。また、直線翼と比べてマッハ0.8までの主翼の風圧中心の変化が少なく、遷音速領域での縦安定の変化も少ない。
また、機体全体の、進行方向に垂直な断面積の、前後の変化が小さくなる事も抗力を小さくする効果がある（エリアルール効果）。ボーイング747は、主翼より前の胴体が2階建てで太く、翼がある部分との断面積の差が小さい事により前期型では結果的に、後期型では意図的に抗力を減らす事に寄与した。
後退翼には以下のような欠点もある。
1. 構造や強度の面で直線翼よりも難しくなる
2. 同質量の翼で比較すると、後退角がつく分翼幅が短くなってアスペクト比が低下し、揚抗比も悪化する
3. 直線翼と比べて揚力が小さくなるので、同じ揚力を得るには迎角を大きくしなければならない
4. 主翼のフラップ効果が少ない
5. 翼付根（主翼と胴体との結合部分）に大きなねじりモーメントが働く
6. 速度の低い領域で翼端失速などを起こしやすくなる
7. 翼端失速が生じた時、機体全体の揚力の着力点が前方に移動することにより縦安定性が変化し、最悪縦不安定状態になることもある。

後退翼に流れる気流は、アウト・フローと呼ばれる翼付根から翼端へ向かう流れとなるため、翼端付近では翼から気流が剥離する境界層剥離が発生して翼端失速を起こしやすくなる、そのため、前縁に境界層制御板やドッグトゥースやソ・ーカット、翼上面にボルテックスジェネレーターなどを設置する、テーパー比（翼付根と翼端との翼弦長の比）を小さくする、翼端にかけてねじり下げをつけるなどの対策を図っている。
前述のデルタ翼やその派生平面形は、テーパー翼を後退させただけの後退翼に比べ、構造や強度の点で優れている。最近の ボーイングのジェット旅客機は727等の古い機種よりも後退角が小さくなっている。これは、翼型の改良等により高速飛行中の抗力を増大させることなく後退角を減少させ、アスペクト比を増して揚抗比を上げることで効率（燃費）を向上させている。
後退翼は基本的には高亜音速・遷音速もしくは超音速飛行する機体のための翼形ではあるが、DC-3旅客機など、レシプロ機時代にも既に採用例が存在する。これは下方視界の確保のためや、翼の揚力の中心と機体重心と機体の構造の兼ね合いなど、空気力学的な観点とは別の理由によって後退翼になった。第二次世界大戦当時のドイツのMe 262ジェット戦闘機も、搭載エンジンの変更に対する機体重心の調整から後退翼が採用され、偶然にもそれが亜音速域での性能向上に役立つ事が判明した。以降ドイツで研究され、戦後は諸外国で継承され、1940年代末から本格的な採用が始まる。
また無尾翼機でも後退翼の採用例が見られる。主翼の一部でマイナスの揚力を発生し水平尾翼の代替とする場合、主翼のプラスの揚力を発生する部分とマイナスの揚力を発生する部分が前後に位置しないと、機体のバランスは保てない。そのため後退翼形式を採用する事になる。ただしこの形式の無尾翼機は黎明期には見られたものの、前述の通りその後はデルタ翼形式が多い。

### 前進翼

X-29の三面図

前進翼とは、主翼に前進角を付けた翼で、後退翼と同等の効果に加え以下の特徴を持つ。
1. 翼の根元あるいは機体の重心位置で失速が始まっても、まだ翼端には気流が残っているため、後退翼と比較して、原理的に失速限界が高い。
2. 後退翼とは逆にロール方向に対しての静安定が負であるため不安定である。
3. 後退翼の風見安定効果とは逆の効果が働き、ヨー方向に対して不安定である。
4. 揚力と迎え角が相互に増加し続けるダイバージェンス（発散）により、翼がねじられる力がかかるため最悪の場合翼が破壊されてしまう。またそれに耐えうる強度を持たせようとすると翼の重量が増える。
5. ステルス性が低い。

前縁が機体に対して直角に近く、後縁に大きめの前進角が付いているテーパー翼のため前進翼に近い形状となっている機体は珍しくなく、特に大戦中のようなレシプロ機の時代には飛行速度がそれほど高くなかったこともあり、零戦や中島の帝国陸軍戦闘機（九七式戦、一式戦、二式単戦、四式戦）のテーパー翼、スピットファイアの楕円翼や、He162の翼型といったように、多くの航空機で見られた。
大戦後も民間機などに採用例はいくつか見られ、例えばHFB 320 ハンザジェットは欠点が多かったもののビジネスジェットの先駆けとして、一部は旧西ドイツ空軍でも使用された。これは飛行性能を求めたものではなく、主翼の桁を後方にずらす事でキャビンの容積を大きくするための採用だった。複座の練習用グライダーにもよく使われ、特にLETクノヴィツェ社のL-13型が良く知られている。
しかし、前縁にも前進角が付いている機体は航空史上それ程多くはない。上述した特徴のうち2については、安定性の低さは逆説的に運動性・機動性の高さの表れであり、ドッグファイトを重視した戦闘機などでは利点になり得るものの、4で述べられた重量増加の欠点が最大の障害となっており、複合材料技術による成型技術が確立する以前の1960年代より前は本格的な前進翼の実現は困難だった。
1970年代以降、複合材料技術の発達に伴い、空力弾性テーラリングと呼ばれる成形技術を利用することで重量増加ペナルティを小さく留める事が可能になり、本格的な前進翼機の実現への機械工学的ハードルが下がった。さらにフライ・バイ・ワイヤの進歩による運動能力向上機（CCV）などにより本質的に不安定な飛行を制御することが可能になったことから、前進翼が有効な方法だと考えられるようになった。その結果として、NASAで実験機X-29が開発された他、ロシアのスホーイがSu-47をプライベート・ベンチャーで実用化した。また複合材製の実験機としての例でHonda MH02 が挙げられる。2015年には、練習機だが、前進翼を採用したSR-10が実用化されている。

## 可変後退翼

Tu-160の図面

高速飛行時や加速時には翼幅を小さくし抵抗を減少させ、離着陸時や低速巡航時は翼幅を大きく取り揚力や揚抗比を高める手段として、付け根を軸として左右の各主翼を前後に動かせるような機構とし、離着陸時や低速巡航時には主翼を前進させ、高速飛行時や加速時には主翼を後退せることで、飛行速度に合わせて主翼を動かす翼である。
いわゆる可変翼の一種であるが、基本的にコスト高で、翼を動かす装置が複雑となり機体の重量が増加するうえ、メンテナンス性に劣るため、軍用機以外での採用はほとんどない。そもそも可変後退翼が必要となる超音速民間機は、1971年に計画が中止されたボーイング2707が存在する程度である。
Su-24・F-14・Tu-22M・トーネード・MiG-23・MiG-27・Su-17・Tu-160・B-1などが知られる。
2017年現在、架空機のようなものを除いて、現実的に実用化され広く知られている可変前進翼の例がまだないことから、もっぱら可変後退翼である。艦載機が格納時に翼端を畳むようなもの（飛行中は固定）は可変翼には通常分類しないが、XB-70ヴァルキリーの、高速飛行時に翼端を大きな下反角で折り空力特性を変化させている例などは可変翼の一種と考える場合もある。
またその他の可変翼の一種と言えなくもない形態の機としては、シコルスキー Xウイングのようなタイプもある（回転翼機（ヘリコプター）モードと、その回転翼を回転させず固定する固定翼機モードを持っている）。

## 特殊な形状
実用機には採用されていないが、実験として様々な形状が考案されている。

### 円盤翼
平面形が円形に近い円盤翼は、幅を狭くしたまま翼面積を稼げるため高い揚力を得られるため失速しにく、構造も強固になる。幅が狭く失速しにくい特性は艦載機に向いているため、XF5Uの開発が行われたがメリットが少ないため中止された。
このほかにもザック AS-6のテスト飛行が行われた。

### 斜め翼

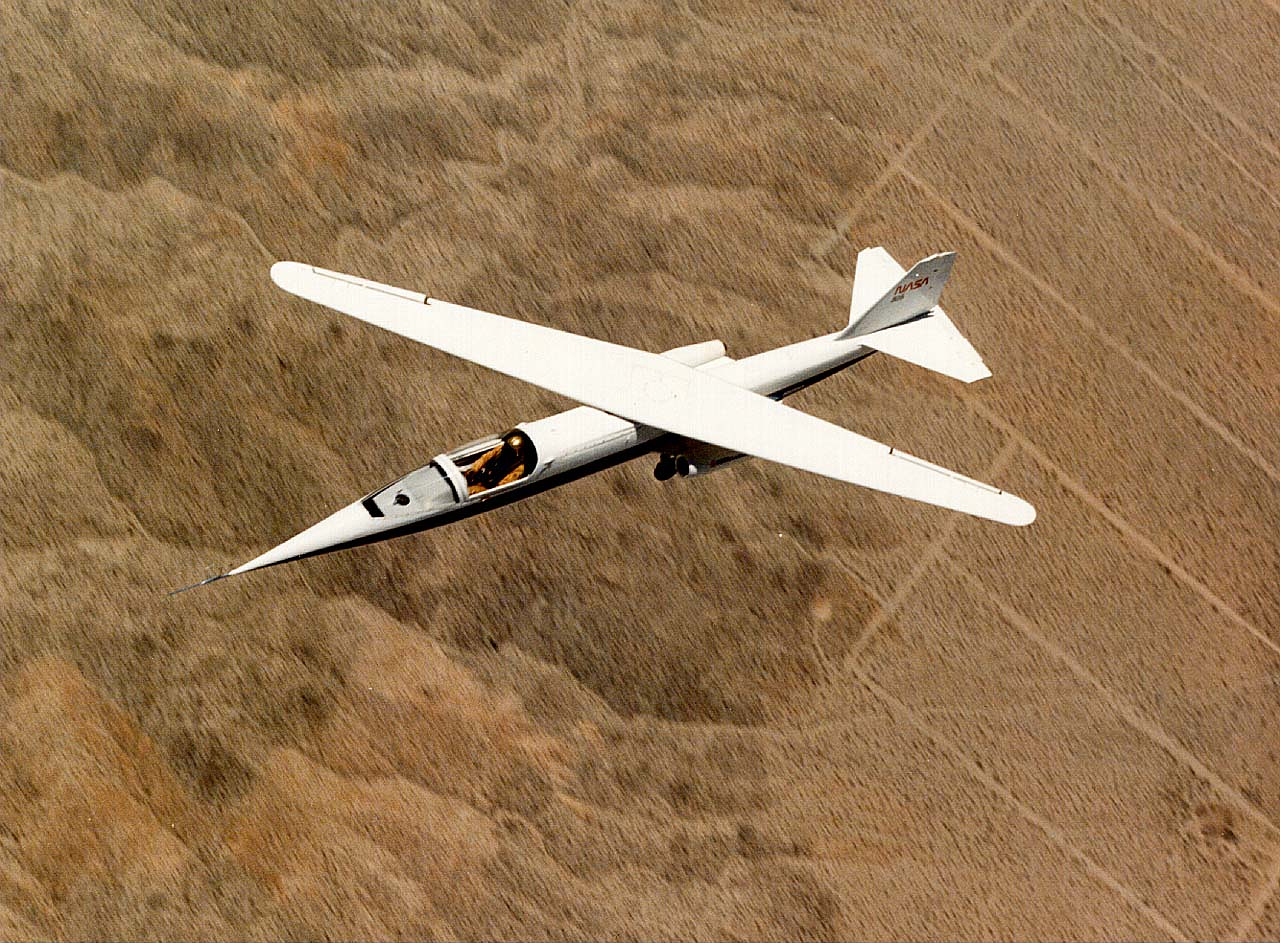
NASAドライデン飛行試験センターで飛行試験されるAD-1。前進/後退角は最大の60度。

斜め翼（oblique wing、オブリーク翼）機は、必ずしも可変である必要はないが、そのうちでは広く知られているNASAのAD-1は、実験の目的から可変としている。AD-1の場合、だいたい直線に近い主翼の全体を中心の一点を軸として斜めに回転させることができる。低速時には機体に対して垂直とし、直線翼機となる。高速時には機体に対して斜めに動かされ、左右の片側は後退翼・もう一方は前進翼となる。斜め翼という形態は、高速飛行時に抗力が少なく衝撃波の発生がない利点があるが、非対称度の高さは非対称機（en:Asymmetrical aircraft）の一種とも言え、非対称さに由来する航空機としての力学的難しさの高さがある。
かつてNASAがAD-1（エイムズ（Ames）ドライデン（Dryden）-1）という実験機で飛行試験を行った（写真。#外部リンク参照）。

### 閉鎖翼
翼の両端を繋げることで翼端を無くした閉鎖翼はウィングレットと同じく翼端渦による影響を抑える効果がある。
アドルフ・ブーゼマンが提唱したブーゼマン複葉翼のデメリットを軽減できるため、超音速機へ適用する研究が行われている。